# Palestine Brigade
La Palestine Brigade (Brigata Palestina) dei Royal Flying Corps e poi della Royal Air Force, fu costituita il 5 ottobre 1917 come risposta alla richiesta del Generale Allenby di dar vita a una formazione aeronautica per l'operazione pianificata Campagna del Sinai e della Palestina contro l'Impero ottomano in Palestina.

## Antefatti
Prima della nomina di Allenby a comandante della Egyptian Expeditionary Force, le forze aeree della Germania e dell'Impero ottomano Aeronautica militare ottomana) avevano goduto della superiorità aerea in Levante. Ciò a causa della superiorità qualitativa e quantitativa degli aerei tedeschi Rumpler e Fokker a paragone dei velivoli britannici. Allenby era un entusiasta dell'arma aerea e chiese che il War Office britannico incrementasse il numero e la qualità degli aerei in servizio attivo a sua disposizione.

## Formazione e composizione
Con un numero accresciuto di aerei britannici in Vicino Oriente, la Palestine Brigade poté essere costituita il 5 ottobre del 1917. Essa consisteva di tutte le unità operative del Royal Flying Corps basate in Vicino Oriente a est di Suez. Facendo parte del Royal Flying Corps Middle East fu inizialmente comandata dal Brigadier Generale Geoffrey Salmond, che ricopriva già la carica di comandante del RFC Middle East. Nel dicembre del 1917, il comando della Palestine Brigade non fu più assegnato al comandante del RFC Middle East. Il Brigadier Generale Amyas Borton fu nominato comandante della Brigade e Salmond, che era stato promosso Maggior Generale, divenne General Officer Commanding del RFC Middle East. Sebbene Borton rispondesse direttamente ad Allenby in materia operativa, Salmond mantenne un preciso interesse per le attività della Palestine Brigade.
La Palestine Brigade si articolava nei seguenti due stormi:
- 5º Stormo (Esercito) - assegnato alla cooperazione aerea e allo stretto appoggio delle formazioni terrestri di Allenby.
- 40º Stormo (Esercito) - formato contemporaneamente alla Palestine Brigade[3] e incaricato di missioni contraeree e dell'attacco delle infrastrutture di supporto ottomane e tedesche.

Inoltre, dall'estate del 1918 la Brigade ebbe anche una compagnia palloni, un parco aerei, un deposito aeronautico e un magazzino per la riparazione dei motori. In agosto la Brigade fu rafforzata da un singolo biplano Handley Page Type O che era stato spedito in volo dall'Inghilterra.

## Azioni
La Palestine Brigade condusse le proprie azioni belliche nel Campagna della Palestina, in particolare nella battaglia di Megiddo, quando la Settima Armata ottomana in ripiegamento fu distrutta sulla via Nablus-Beisan da attacchi aerei.

## Comandanti
Ufficiali comandanti della Palestine Brigade:
- 5 ottobre 1917 Brigadier Generale Geoffrey Salmond
- 5 novembre 1917 Brigadier Generale Sefton Brancker
- 14 dicembre 1917 Brigadier Generale Amyas Borton
- Novembre 1918 Tenente colonnello Richard Williams (provvisorio)
- Gennaio 1919 - sconosciuto
- 18 giugno 1919 Brigadier Generale Charles Burnett[5]